# Pitheciidae
Pitheciidae er en af fem familier af vestaber. Den omfatter springaber, sakiaber og uakarier. De fleste arter findes i Brasiliens amazonområde, nogle findes dog også nordpå i Colombia eller sydpå i Bolivia.

## Beskrivelse
Arterne i familien er mellemstore aber, hvis kropslængde varierer fra 23 centimeter hos de mindre springaber til cirka 47 centimeter hos uakarier. De har middellang eller lang pels i mange farver, ofte med kontrasterende områder, især i ansigtet.
Det er dagaktive og trælevende dyr, der lever i tropiske skoveilige fraavtliggende sumpe til bjergskråninger. De er hovedsageligt planteædende, idet de især æder frugter og frø, selvom nogle arter også tager insekter i beskeden mængde. Sakiaber og uakarier har diastema (et mellemrum) mellem hjørne- og forkindtænder, mens springaber, der har usædvanligt små hjørnetænder sammenlignet med andre vestaber, mangler dette. Alle arter har tandformlen: 2.1.3.32.1.3.3, altså i alt 36 tænder.
Hunnen føder en enkelt unge efter en drægtighedsperiode på mellem fire og seks måneder, alt afhængig af arten. Uakarier og skæggede sakiaber (slægten Chiropotes) er polygame og lever i grupper på 8-30 individer. Hver gruppe har flere hanner, der etablerer et dominanshierarki omkring sig. Springaber og sakiaber i slægten Pithecia er derimod monogame og lever i meget mindre familiegrupper.

## Klassifikation
Der anerkendes i øjeblikket 54 nulevende arter i familien Pitheciidae, der deles i to underfamilier og fire slægter.
- Familie Pitheciidae
  - Underfamilie Callicebinae
    - Slægt Callicebus, springaber
      - Underslægt Callicebus
        - Callicebus donacophilus
        - Callicebus modestus
        - Callicebus oenanthe
        - Callicebus olallae
        - Callicebus pallescens
        - Callicebus baptista
        - Callicebus bernhardi
        - Callicebus brunneus
        - Callicebus cinerascens
        - Callicebus hoffmannsi
        - Almindelig springabe, Callicebus moloch
        - Callicebus vieirai
        - Callcebus miltoni
        - Callicebus barbarabrownae
        - Callicebus coimbrai
        - Callicebus melanochir
        - Callicebus nigrifrons
        - Callicebus personatus
        - Callicebus caligatus
        - Callicebus cupreus
        - Callicebus aureipalatii
        - Callicebus discolor
        - Callicebus dubius
        - Callicebus ornatus
        - Callicebus stephennashi

      - Underslægt Torquatus
        - Callicebus lucifer
        - Callicebus lugens
        - Callicebus medemi
        - Callicebus purinus
        - Callicebus regulus
        - Enkespringabe, Callicebus torquatus

  - Underfamilie Pitheciinae
    - Slægt Cacajao, uakarier
      - Cacajao melanocephalus
      - Rød uakari, Cacajao calvus
      - Cacajao ayresii*
      - Cacajao hosomi*

    - Slægt Chiropotes, skægsakier
      - Satansabe, Chiropotes satanas
      - Chiropotes chiropotes
      - Chiropotes israelita
      - Chiropotes utahickae
      - Chiropotes albinasus

    - Slægt Pithecia, sakiaber
      - Pithecia aequatorialis (Hershkovitz, 1987)
      - Pithecia albicans (Gray, 1860)
      - Pithecia cazuzai sp. nov. 2014
      - Pithecia chrysocephala (I. Geoffroy Saint-Hilaire, 1850)
      - Pithecia hirsuta (Spix, 1823)
      - Pithecia inusta (Spix, 1823)
      - Pithecia irrorata (Gray, 1842)
      - Pithecia isabela sp. nov. 2014
      - Munkesaki, Pithecia monachus (É. Geoffroy Saint-Hilaire, 1812)
      - Pithecia milleri (J. A. Allen, 1914)
      - Pithecia mittermeieri sp. nov. 2014
      - Pithecia napensis (Lönnberg, 1938)
      - Hvidhovedet saki, Pithecia pithecia (Linnaeus 1766)
      - Pithecia pissinattii sp. nov. 2014
      - Pithecia rylandsi sp. nov. 2014
      - Pithecia vanzolinii (Hershkovitz, 1987)

*Nyligt beskrevne arter.